# 1863 Antinous
Az 1863 Antinous (ideiglenes jelöléssel 1948 EA) egy földközeli kisbolygó. Carl A. Wirtanen fedezte fel 1948. március 7-én. A kisbolygó Eupeithész fiáról kapta a nevét.